# Port lotniczy Fuzhou-Changle
Port lotniczy Fuzhou-Changle (IATA: FOC, ICAO: ZSFZ) – port lotniczy położony 50 km na wschód od Fuzhou, w prowincji Fujian, w Chińskiej Republice Ludowej.

## Linie lotnicze i połączenia
| Linia Lotnicza            | Kierunek |
| ------------------------- | --- |
| 9 Air                     | 1. Guiyang |
| Air China                 | 1. Pekin 2. Chengdu-Shuangliu 3. Chengdu-Tianfu 4. Chongqing 5. Tiencin |
| Air Macau                 | 1. Makau |
| Beijing Capital Airlines  | 1. Sanya 2. Shenyang 3. Xi’an |
| Cathay Pacific            | 1. Hongkong |
| Chengdu Airlines          | 1. Changsha 2. Chengdu-Shuangliu 3. Chengdu-Tianfu 4. Chongqing 5. Guiyang 6. Jinggangshan 7. Qitai 8. Tacheng 9. Wuhan 10. Wuzhou 11. Xi’an 12. Xingyi 13. Xishuangbanna 14. Zhengzhou |
| China Eastern Airlines    | 1. Dali 2. Dalian 3. Hohhot 4. Huai’an 5. Kunming 6. Nankin 7. Szanghaj-Hongqiao 8. Szanghaj-Pudong 9. Shenyang 10. Taiyuan 11. Wuhan 12. Xi’an 13. Yantai |
| China Express Airlines    | 1. Chenzhou 2. Chongqing 3. Hengyang 4. Xi’an 5. Xiangyang |
| China Southern Airlines   | 1. Pekin-Daxing 2. Guangzhou 3. Guiyang 4. Urumczi 5. Zhengzhou |
| China United Airlines     | 1. Pekin-Daxing 2. Foshan 3. Shijiazhuang |
| Chongqing Airlines        | 1. Changsha 2. Chongqing |
| Colorful Guizhou Airlines | 1. Guiyang 2. Yibin 3. Yichun |
| Fuzhou Airlines           | 1. Aksu 2. Pekin 3. Baishan 4. Changchun 5. Chengdu-Tianfu 6. Chongqing 7. Dalian 8. Dazhou 9. Guiyang 10. Haikou 11. Harbin 12. Kunming 13. Lanzhou 14. Nanning 15. Qingdao 16. Taiyuan 17. Tiencin 18. Xi’an 19. Zhengzhou 20. Zhoushan |
| GX Airlines               | 1. Jining 2. Nanning (od 1 stycznia 2025) 3. Yichang |
| Hainan Airlines           | 1. Pekin 2. Chongqing 3. Haikou 4. Shijiazhuang 5. Taiyuan 6. Urumczi 7. Wuhan 8. Xi’an |
| Juneyao Airlines          | 1. Kunming 2. Szanghaj-Pudong |
| Korean Air                | 1. Seul-Inczon |
| Kunming Airlines          | 1. Kunming |
| Lion Air                  | Czartery: 1. Manado |
| Loong Air                 | 1. Dalian 2. Xuzhou |
| Lucky Air                 | 1. Kunming |
| Mandarin Airlines         | 1. Tajpej-Songshan |
| Qingdao Airlines          | 1. Changchun 2. Harbin 3. Jinan 4. Nantong 5. Yantai |
| Ruili Airlines            | 1. Kunming 2. Lijiang 3. Zhaotong |
| Scoot                     | 1. Singapur |
| Shandong Airlines         | 1. Pekin 2. Jinan 3. Qingdao 4. Urumczi 5. Zhuhai |
| Shanghai Airlines         | 1. Szanghaj-Hongqiao |
| Shenzhen Airlines         | 1. Nankin 2. Nanning 3. Shenyang 4. Zhengzhou |
| Sichuan Airlines          | 1. Chengdu-Shuangliu 2. Chengdu-Tianfu 3. Chongqing |
| Spring Airlines           | 1. Bangkok-Suvarnabhumi 2. Dalian 3. Harbin 4. Lanzhou 5. Yangzhou |
| Tianjin Airlines          | 1. Dalian 2. Yantai |
| Tibet Airlines            | 1. Chengdu-Shuangliu |
| TransNusa                 | 1. Honiara 2. Manado |
| Urumqi Air                | 1. Luoyang 2. Urumczi |
| West Air                  | 1. Chongqing |
| Xiamen Air                | 1. Bangkok-Suvarnabhumi 2. Pekin-Daxing 3. Changchun 4. Changsha 5. Changzhou 6. Chengdu-Tianfu 7. Chongqing 8. Dalian 9. Guangzhou 10. Guilin 11. Guiyang 12. Guyuan 13. Haikou 14. Harbin 15. Hohhot 16. Hongkong 17. Dżakarta 18. Jeju 19. Jinan 20. Jingzhou 21. Jinzhou 22. Kaohsiung 23. Kota Kinabalu 24. Kuala Lumpur 25. Kunming 26. Lanzhou 27. Lianyungang 28. Lijiang 29. Liuzhou 30. Makau 31. Mianyang 32. Naha 33. Nanchong 34. Nankin 35. Nanning 36. Nantong 37. Nowy Jork-JFK 38. Ordos 39. Osaka-Kansai 40. Qingdao 41. Sanya 42. Seul-Inczon 43. Szanghaj-Hongqiao 44. Szanghaj-Pudong 45. Shenyang 46. Shenzhen 47. Singapur 48. Tajpej-Songshan 49. Tajpej-Taoyuan 50. Taiyuan 51. Tiencin 52. Tokio-Narita 53. Urumczi 54. Wuhan 55. Wuxi 56. Xi’an 57. Xining 58. Xishuangbanna 59. Yinchuan 60. Yuncheng 61. Zhengzhou 62. Zhuhai |